# K. Megan McArthur
Katherine Megan McArthur (Honolulu, Hawái; 30 de agosto de 1971) es una oceanógrafa estadounidense y astronauta de la NASA. Ha servido como comunicadora de cápsulas (CAPCOM) tanto para el transbordador espacial como para la estación espacial. Ha pilotado la misión del transbordador espacial, STS-125. Es conocida por ser la última persona en realizar prácticas en el Telescopio Espacial Hubble. Ha trabajado en varios puestos, incluido el trabajo en el Shuttle Avionics Laboratory (SAIL). Está casada con su compañero astronauta Robert L. Behnken.

## Biografía
Katherine McArthur nació en Honolulu, Hawái, pero creció en el norte de California. Asistió a la London Central High School y se graduó por la St. Francis High School, en Mountain View, California, y luego obtuvo su bachellor of science en Ingeniería Aeroespacial en Universidad de California, en 1993. En 2002, recibió un philosophiæ doctor  en oceanografía por la Scripps Institution of Oceanography por la Universidad de California en San Diego.

### Carrera como oceanógrafa
Realizó una investigación de posgrado en propagación acústica subacuática de corto alcance y procesamiento digital de señales en la Scripps Institution of Oceanography. Su investigación se centró en la determinación de modelos geoacústicos para describir guías de onda de agua muy superficial utilizando datos de pérdida de transmisión medidos con una técnica de inversión de algoritmo genético.
Se desempeñó como Científica jefe durante las operaciones de recopilación de datos en el mar, y ha planificado y dirigido operaciones de buceo durante el despliegue de instrumentos en el fondo del mar y las colecciones de muestras de sedimentos. Mientras estuvo en Scripps, participó en una variedad de pruebas, implementación, mantenimiento y recuperación de instrumentos en el agua, y en la recolección de plantas, animales y sedimentos marinos. Durante este periodo también fue voluntaria en el Acuario Birch de Scripps, realizando demostraciones educativas para el público desde un tanque de exposición de 318.226,3 litros del Bosque de Kelp de California.

## Carrera en la NASA

Insignia de la misión STS-125

Fue seleccionada como un especialista de misiones por la NASA en julio de 2000, y comenzó su formación para el entrenamiento en agosto de ese mismo año en las instalaciones de entreamiento Carter. Luego de completar dos años de capacitación y evaluación, fue asignada a la Subdivisión de Operaciones de Transbordo de la Oficina de Astronautas, trabajando temas técnicos sobre sistemas de lanzadera en el Laboratorio de Integración de Aviación del Shuttle (SAIL). Se desempeñó como Astronauta de Apoyo a la Tripulación para la tripulación de la Expedición 9 durante su misión de seis meses a bordo de la Estación Espacial Internacional. También trabajó en los Centros de Control de la Misión de la Estación Espacial y el Transbordador Espacial como comunicadora de cápsula (CAPCOM). En 2006 fue la comunicador de cápsula (capcom) para la misión STS-116. También fue la CAPCOM de EVA para la misión STS-117 en 2007.
Ha trabajado como specialista en misiones en la STS-125, trabajando los controles del sistema manipulador remoto (RMS) en la cubierta de vuelo de popa del transbordador espacial Atlantis que orbita la Tierra durante las actividades del octavo día de vuelo.
Voló como miembro de la misión STS-125 para dar servicio al Telescopio Espacial Hubble. Fue la ingeniera de vuelo de ascenso y entrada y fue la miembro principal de la tripulación de robótica para la misión. La misión que duró casi 13 días, y fue el primer viaje de McArthur al espacio. En una entrevista previa al vuelo, ella comentó que "Seré la última persona con las manos en el Telescopio Espacial Hubble".

### STS-125

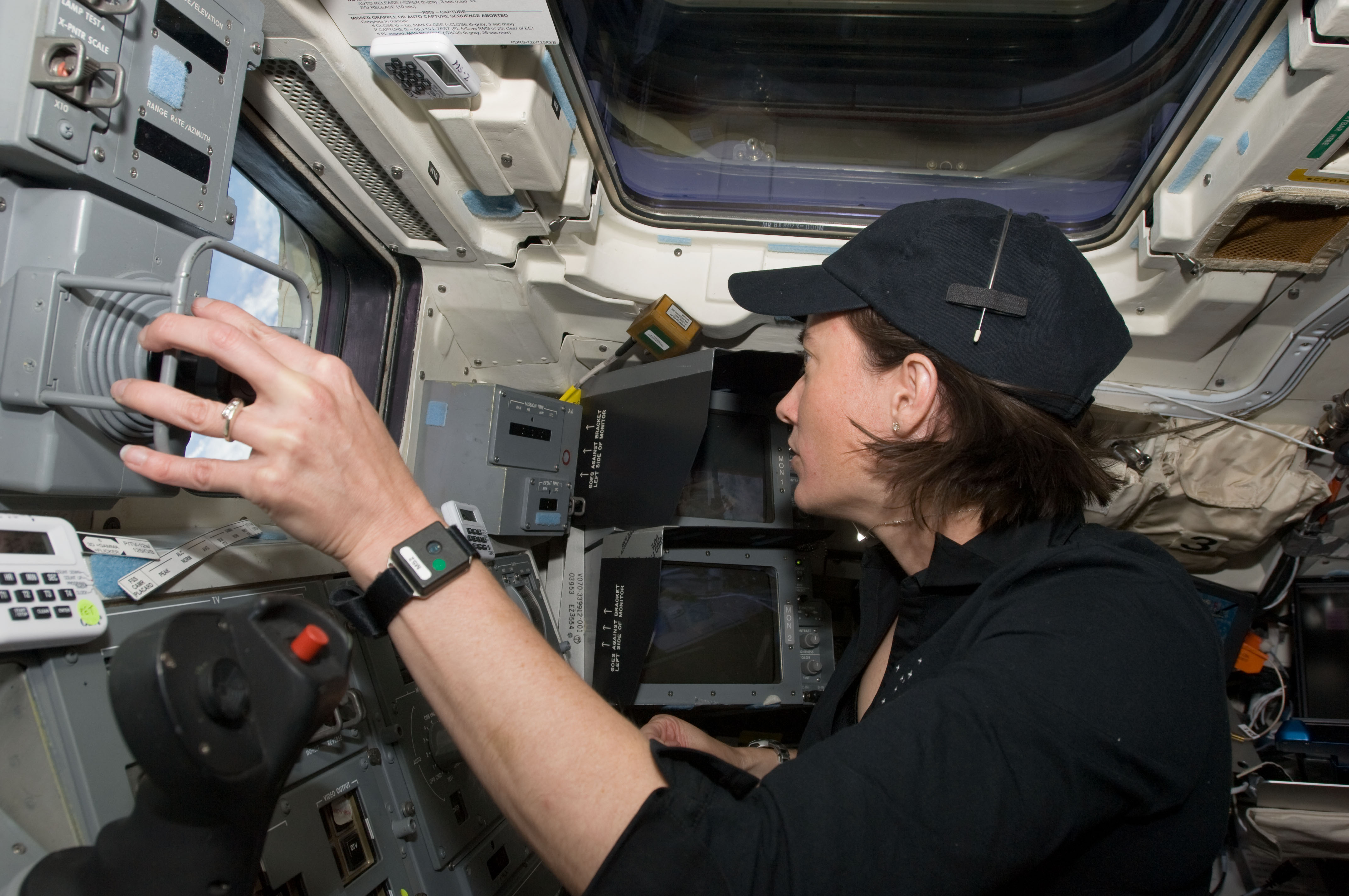
McArthur operando el brazo robótico durante la misión STS-125

La STS-125, del 11 de mayo al 24 de mayo de 2009, fue la quinta y última misión de servicio del Telescopio Espacial Hubble. McArthur trabajó como ingeniera de vuelo durante el lanzamiento, se encontró con el telescopio y aterrizó en él. También recuperó cuidadosamente el telescopio, utilizando el brazo robótico del transbordador, y lo colocó en el compartimiento de carga del transbordador. El telescopio, de 19 años, pasó seis días sometiéndose a una revisión durante 5 días de caminatas espaciales. Los astronautas fueron apoyados por ella, que opera el brazo robótico. El equipo cambió los pernos congelados, los tornillos pelados y a los pasamanos pegados. El Telescopio Hubble reconstruido tenía entonces cuatro instrumentos científicos nuevos o rejuvenecidos, baterías nuevas, giroscopios nuevos y una computadora nueva. La misión STS-125 se llevó a cabo en 12 días, 21 horas, 37 minutos y 9 segundos,  en 197 órbitas alrededor de la Tierra.

### Expedición 65/66
En julio de 2020, la NASA anunció que McArthur volaría al espacio por segunda vez en la misión SpaceX Crew-2, junto con los astronautas de la NASA Shane Kimbrough, el astronauta de la JAXA Akihiko Hoshide y el astronauta de la ESA Thomas Pesquet. Ella utilizó el mismo asiento dentro de la cápsula SpaceX Crew Dragon Endeavour que su esposo, Bob Behnken, utilizó en la misión SpaceX Demo-2, la primera misión de la cápsula Endeavour.
La tripulación-2 fue lanzada y acoplada con la ISS en abril de 2021, comenzando su misión de 6 meses. Aterrizó en el Golfo de México en noviembre de 2021.

## Premios y reconocimientos
En 2022, el buque de apoyo Dragon de SpaceX, GO Searcher, fue renombrado como Megan junto con GO Navigator como Shannon, en honor a la astronauta de SpaceX Crew-1, Shannon Walker. Una embarcación de recuperación de carenados/droneship de SpaceX fue nombrada en honor a su esposo como Bob en 2021. En 2021, McArthur fue seleccionada como parte de los Catalizadores de la Nueva Economía de Bloomberg.

## Vida personal
Está casada con el también astronauta Bob Behnken. La pareja tiene un hijo.
Apareció como una versión animada de sí misma en las temporadas 4 y 7 de Blaze and the Monster Machines.